# (13788) Dansolander
(13788) Dansolander ist ein Asteroid des Hauptgürtels, der am 18. Oktober 1998 vom belgischen Astronomen Eric Walter Elst am La-Silla-Observatorium (IAU-Code 809) der Europäischen Südsternwarte in Chile entdeckt wurde.
Der Asteroid wurde am 19. September 2005 nach dem schwedischen Botaniker Daniel Solander (1733–1782) benannt, der James Cook (1768–1771) auf seiner ersten Reise mit der Endeavour begleitete, wobei er zusammen mit Joseph Banks Tausende neue Arten von Pflanzen, Tieren und Insekten vor allem aus der Südsee, Australien und Neuseeland beschrieb.
Während seiner Tätigkeit als Bibliothekar für das Britische Museum erfand er die nach ihm benannte Solander-Box.
Der Himmelskörper gehört zur Chloris-Familie, einer Gruppe von Asteroiden, die nach (410) Chloris benannt ist.